# (10997) Gahm
(10997) Gahm est un astéroïde de la ceinture principale.

## Description
(10997) Gahm est un astéroïde de la ceinture principale. Il fut découvert le 2 septembre 1978 à La Silla par Claes-Ingvar Lagerkvist. Il présente une orbite caractérisée par un demi-grand axe de 2,62 UA, une excentricité de 0,21 et une inclinaison de 5,9° par rapport à l'écliptique.

## Compléments